# Valflaunès
Valflaunès is een gemeente in het Franse departement Hérault (regio Occitanie) en telt 655 inwoners (1999). De gemeente werd op 1 januari 2017 overgeheveld van het arrondissement Montpellier naar het arrondissement Lodève.

## Geografie
De oppervlakte van Valflaunès bedraagt 20,8 km², de bevolkingsdichtheid is 31,5 inwoners per km².

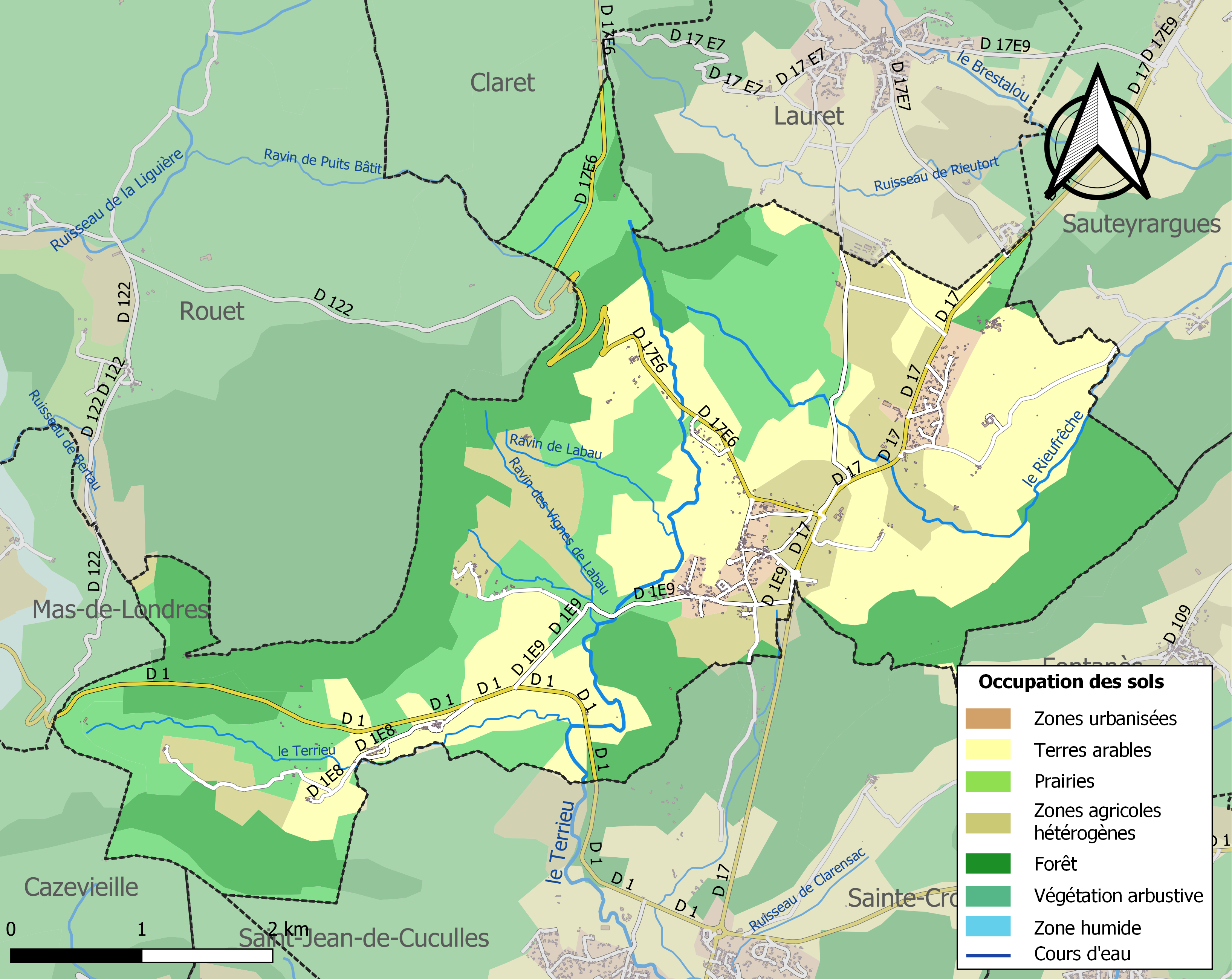
Kaart van de gemeente met de belangrijkste infrastructuur, bodemgebruik en omliggende gemeenten

## Demografie
Onderstaande figuur toont het verloop van het inwonertal (bron: INSEE-tellingen).